# Conférence des évêques catholiques des Philippines
La Conférence des évêques catholiques des Philippines est l'assemblée permanente des évêques catholiques des Philippines exerçant ensemble certaines charges pastorales pour les fidèles chrétiens de leur territoire à travers des plans, programmes et projets apostoliques convenant aux circonstances de temps et lieu en accord avec la loi pour la promotion d'un plus grand bien offert par l'Église catholique à tout le peuple.
La conférence participe à la fédération des conférences épiscopales asiatiques (en).
L'évêque de Caloocan Pablo Virgilio David en est le président depuis décembre 2021.